# Euphyia synchora
Euphyia synchora är en fjärilsart som beskrevs av Edward Meyrick 1891. Euphyia synchora ingår i släktet Euphyia och familjen mätare. Inga underarter finns listade i Catalogue of Life.